# Musaf
Musaf  (תְּפִלַּת מוּסָף, „Zusatzgebet“) ist ein jüdisches Gebet, das zu bestimmten Zeiten an das Morgengebet (Schacharit) angefügt wird.

## Beschreibung
Musaf wird am Sabbat, an den Feiertagen Rosch Chodesch, Pessach, Schawuot, Sukkot, Rosch ha-Schana und Jom Kippur an das Morgengebet angefügt. Nach den Bestimmungen des von Josef Karo verfassten  Schulchan Aruch zum täglichen häuslichen und synagogalen Leben muss Musaf bis zur siebenten Stunde des Tages gesprochen werden. Es wurde nach dem Vorbild des Opferdienstes im Tempel eingeführt.
Musaf besteht hauptsächlich aus dem Achtzehnbittengebet (Amida). Die Erinnerung betrifft den Jerusalemer Tempel, Tempelopfer und andere rituelle Handlungen im Tempel, die Zerstörung des Tempels und deren Konsequenz, die entsprechenden Riten nie mehr ausüben zu können.
Im Reformjudentum fehlt dieses Zusatzgebet oder wird durch andere Gebete ersetzt, weil es an die Opfertradition erinnert, die im Reformjudentum abgelehnt wird.